# Sergio Sánchez (piłkarz)
Sergio Sánchez Ortega (ur. 3 kwietnia 1986 w Mataró) – hiszpański piłkarz grający na pozycji prawego lub środkowego obrońcy. Obecnie bez klubu.

## Kariera klubowa
Sánchez jest Katalończykiem. Karierę piłkarską rozpoczął w Espanyolu Barcelona. W latach 1998–2004 był członkiem zespołów juniorskich, a następnie trafił do rezerw Espanyolu, występujących w Segunda División B. Tam spędził rok i latem 2005 awansował do kadry pierwszego zespołu Espanyolu. 18 lutego 2006 zadebiutował w Primera División w przegranym 0:4 wyjazdowym spotkaniu z Villarrealem. Wiosną 2006 wywalczył z Espanyolem Puchar Króla (4:1 w finale z Realem Saragossa).
Na początku 2007 roku Sánchez został wypożyczony do Realu Madryt, jednak ostatecznie występował tylko w zespole rezerw, Realu Madryt Castilla. 20 stycznia 2007 zadebiutował w nich w meczu z Cádizem (0:1) i przez pół roku był podstawowym zawodnikiem zespołu.
Latem 2007 Sánchez ponownie trafił na wypożyczenie, tym razem do grającego w Primera División, Racingu Santander. 16 września tamtego roku zaliczył w nim swój debiut - w meczu z Levante UD (1:0). W barwach Racingu wystąpił 19 razy i powrócił do Espanyolu. W sezonie 2008/2009 był podstawowym zawodnikiem klubu z Barcelony.
W lipcu 2009 roku Sánchez podpisał czteroletni kontrakt z Sevillą FC. Kosztował 3 miliony euro. W Sewilli swoje pierwsze ligowe spotkanie rozegrał 19 września 2009 w spotkaniu przeciwko CA Osasuna (2:0). W czerwcu 2011 roku przeszedł do Málagi CF. W 2015 przeszedł do Panathinaikosu, a w 2016 do Rubina Kazań.
| Sezon   | Klub                 | Kraj      | Rozgrywki          | Mecze | Bramki |
| ------- | -------------------- | --------- | ------------------ | ----- | ------ |
| 2004/05 | Espanyol Barcelona B | Hiszpania | Segunda División B | 19    | 1      |
| 2005/06 | Espanyol Barcelona   | Hiszpania | Primera División   | 11    | 0      |
| 2006/07 | Espanyol Barcelona   | Hiszpania | Primera División   | 3     | 0      |
| 2006/07 | Real Madryt Castilla | Hiszpania | Segunda División   | 20    | 1      |
| 2007/08 | Racing Santander     | Hiszpania | Primera División   | 19    | 0      |
| 2008/09 | Espanyol Barcelona   | Hiszpania | Primera División   | 33    | 3      |
| 2009/10 | Sevilla FC           | Hiszpania | Primera División   | 7     | 0      |
| 2010/11 | Sevilla FC           | Hiszpania | Primera División   | 7     | 0      |
| 2011/12 | Málaga CF            | Hiszpania | Primera División   | 19    | 0      |
| 2012/13 | Málaga CF            | Hiszpania | Primera División   | 18    | 0      |
| 2013/14 | Málaga CF            | Hiszpania | Primera División   | 27    | 0      |
| 2014/15 | Málaga CF            | Hiszpania | Primera División   | 21    | 0      |
| 2015/16 | Panathinaikos AO     | Grecja    | Superleague Ellada | 10    | 0      |
| 2016/17 | Rubin Kazań          | Rosja     | Priemjer-Liga      | 20    | 0      |
| 2017/18 | Rubin Kazań          | Rosja     | Priemjer-Liga      | 1     | 0      |
| 2017/18 | RCD Espanyol         | Hiszpania | Primera División   | 2     | 0      |
| 2018/19 | Cádiz CF             | Hiszpania | Segunda División   | 22    | 1      |

## Kariera reprezentacyjna
W swojej karierze Sánchez występował w młodzieżowych reprezentacjach Hiszpanii: reprezentacji U-17 (16 meczów, 1 gol), U-19 (6 meczów) i U-21 (4 mecze).